# Xifloden
Xifloden, även känd som Xijiang  ("västra floden"), är södra Kinas största flod och Pärlflodens västra biflod. Den upprinner på östra delen av Yunnan med två källfloder, Hungjiang och Yujiang, som möts i provinsen Guangxi, varefter Xifloden med många forsar genomflyter denna provins och provinsen Guangdong samt faller inom den senare ut i Sydkinesiska havet bildande ett vidsträckt delta där den rinner ut Pärlfloden vid staden Guangzhou.
Till viktiga städer som är belägna längs Xifloden hör Wuzhou, Zhaoqing och Jiangmen.

## Källa
Den här artikeln är helt eller delvis baserad på material från Nordisk familjebok, Si-kiang, 1904–1926.